# Benjamin van Leer
Benjamin van Leer (nascut el 9 d'abril de 1992) és un futbolista professional neerlandès que juga per l'AFC Ajax de l'Eredivisie. Anteriorment va jugar amb el Jong PSV i el Roda JC Kerkrade.